# Voiture allégée État « Saucisson »

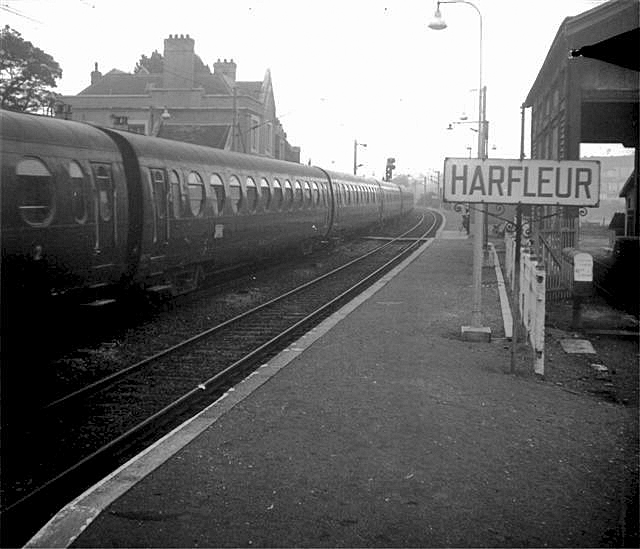
En 1967, une rame saucisson homogène, tractée par une 141 R, passe à Harfleur ; la caténaire 25 kV est en cours d'installation.

Une voiture allégée État est un type de voiture de chemin de fer français, étudié en 1934 par le bureau d'étude du Réseau des Chemins de fer de l'État en collaboration avec ceux des Entreprises Industrielles Charentaises (EIC). Ces voitures rompaient totalement avec les conceptions et modes constructifs antérieurs.

## Construction
Ce sont des voitures métalliques à bogies X3RA (type Pennsylvania) dont les essieux sont munis de roulements à rouleaux, aptes aux 140 km/h. Leur caisse travaillante à section tubulaire, marquée par les nombreux couvre-joints qui leur ont valu d'être surnommées « Saucisson », n'avaient pas de châssis porteur. Leurs deux caissons de choc extrêmes pouvaient absorber un effort de 200 t, réparti ensuite sur les membrures de la caisse sans déformation irréversible. Le gain en matière abaissait la tare par voiture à 35-37 tonnes selon les aménagements contre 43-47 tonnes pour les types antérieurs. Les services de la traction et de l'entretien des infrastructures bénéficiaient également de ces progrès (puissance des machines et fatigue de la voie moindres).
Elles ont été réalisées en aciers spéciaux à haute résistance, les profilés laminés remplacés par des profils en tôle pliée ou emboutie assemblés par soudure électrique continue ou par points. Des renforts transversaux supportant le plancher et la carène inférieure étaient en poutre-treillis, placés sous le cloisonnement en embouti des compartiments qu'ils complétaient. Le montage d'une voiture consistait à river entre eux deux quarts de coque inférieure à carène, identiques, emprisonnant les poutre-treillis et un châssis léger portant le plancher ; les membrures des cloisonnements étaient alors mises en place ainsi que les dossiers d'extrémité. Le tout était coiffé de deux quarts de coque supérieure incluant les ouvertures de baies, également rivés. Ce chaudron, vide, ne pèse que 14,9 t. La superstructure est alors achevée et les aménagements peuvent être entrepris.
Les aménagements intérieurs sont très soignés et présentent des dispositions novatrices. Les plates-formes d'accès sont spacieuses grâce à l'emmarchement escamotable commandé par la porte. Les compartiments de première classe à six places sont dotés de sièges individuels coulissants, revêtus de tissu, avec liseuse individuelle. En seconde classe, les sièges sont fixes et sans liseuse. Les banquettes de troisième classe accueillent huit voyageurs par compartiment. Dans les premières années, ces voitures, dont les baies au dessin original étaient fixes, avaient la particularité de disposer d'une climatisation à air pulsé, chauffé à la vapeur en hiver, neutre en inter-saison et réfrigéré par de la glace les jours d'été torrides. Par voie d'entretien et évolution (passage à deux classes en 1956, électrification à partir de 1965), elles seront modifiées : perte de la réfrigération de l'air pulsé, remplacement de certaines matières d'habillage, modification de l'éclairage, etc.

## Effectifs
Trois séries, commandées en 1936 et 1937, ont été mises en service en 1936 et 1937 pour la première de 18 voitures, 1937 pour la seconde de 17 voitures ; les dix dernières voitures commandées ont été livrées à la SNCF en 1939.
Ces 55 voitures étaient ainsi réparties :
- 4 A8yfi de première classe, 1936 ;
- 3 A3B5yfi mixte, 1936 ;
- 6 B8yfi de deuxième classe, 1936 (puis A8myfi après la suppression de la 3e classe en 1956) ;
- 5 B6Dyi mixte fourgon, 1936 (Puis A6Dyi) ;
- 27 C10yfi de troisième classe (17 en 1937 et 10 en 1939) puis B10yfi ;
- 5 C4syi voiture-buffet, 1937 (transformées en C9 en 1947 puis intégrées aux B10yfi en 1956) ;
- 5 C5Dyi, 1937 (puis B5Dyi) ;

Après la Seconde Guerre mondiale, l'effectif n'est plus que de 52 voitures.
En 1969, la numérotation UIC est appliquée comme suit :
- 11 A8 no 50 87 18-47 425 à 437 ;
- 5 A6D no 50 87 81-47291 à 295 ;
- 31 B10 no 50 87 20-47 786 à 816 ;
- 5 B5D no 50 87 82-47 759 à 763.

## Faits marquants
Une rame, tractée par la 2D2 503 « ETAT », a inauguré la traction électrique entre Paris-Montparnasse et Le Mans le 10 juin 1937.

## Service SNCF
À la SNCF, affectées à la gérance de Batignolles-Clichy, elles sont utilisées en rames homogènes sur le réseau de l'Ouest, pour des trains express et trains-paquebots au départ de la gare parisienne de Saint-Lazare en direction de Cherbourg (Évreux, Lisieux, Deauville, Caen) et du Havre (Vernon, Rouen). La traction envisagée par le Réseau de l'État pour des trains légers (cinq à six voitures) avec des 230 est vite abandonnée par la SNCF qui préfère les 3-231G et 3-231D, plus puissantes, en tête de rames de neuf, onze voitures ou plus lors des forcements dominicaux, puis 141 R lors de la fin de l'électrification Paris - Le Havre, enfin les BB 17000. On les rencontrera également tractées par des BB 67000, 67300 et A1A A1A 68000 avant les électrifications. Dans les années 1960, en période d'été, on note le transfert temporaire d'un contingent de voitures sur l'axe Paris-Montparnasse - Nantes où elles sont tractées de Paris au Mans par les célèbres 2D2 5400 « Cyclope » puis au-delà, non électrifié, par les puissantes 241 P. L'arrivée en 1970 des rames à turbines à gaz ETG et des voitures type USI écarte les voitures « Saucisson » des meilleures prestations. Leur prestige disparaît en 1977, quand les voitures encore aux effectifs sont transférées à la gérance de Sotteville pour assurer les trains-navettes entre Paris, Rouen et Oissel.
Elles ont été progressivement radiées à partir de 1972 et les dernières voitures sont retirées du service le 30 mai 1982 lors du changement de service d'été.

## Préservation
La voiture fourgon A6D 50 87 81-47 293 longtemps garée dans la réserve de la Cité du train - Patrimoine SNCF de Mohon, a été confiée sous convention au Pacific Vapeur Club en 2023.
La B10 ex-50 87 20-47 792-8, précédemment garée au chemin de fer de la vallée de l'Eure, puis acquise et transférée au Pacific Vapeur Club de Sotteville-lès-Rouen en novembre 2022.
Une caisse d'A8 non identifiée, intégrée à un dancing, se trouvait à la sortie sud de Coulonges-sur-l'Autize (79), en bordure de la D744 ; un avion de type Caravelle était également intégré à l'édifice. Le site, longtemps laissé à l'abandon, a été ravagé par un incendie en 2016 puis rasé.